# Kafka - La colonia penale
Kafka - La colonia penale è un film italiano del 1988 diretto da Giuliano Betti; è tratto dal racconto Nella colonia penale dello scrittore boemo di lingua tedesca Franz Kafka.

## Trama
In una colonia penale il comandante ha costruito un'infernale macchina con cui far rispettare la legge.